# Propédeutique philosophique

La Propédeutique philosophique (en allemand : Philosophische Propaedeutic) est une œuvre philosophique de Georg Hegel écrite entre 1808 et 1811.

## Présentation générale

### Contenu
Hegel a écrit sa Propédeutique afin de convenir à l'enseignement de la philosophie au lycée selon ses propres vues. Le texte devait être utilisé au cours du curriculum de philosophie qu'il dirigeait en tant que proviseur de gymnasium. Il est ainsi particulièrement transversal, touchant à la philosophie politique d'Hegel comme à des questions de phénoménologie. Les leçons correspondent à celles données par Hegel aux élèves du lycée de Nuremberg de 1809 à 1811.

### Historique de publication
Le manuscrit de cette propédeutique à la philosophie a été découvert par Karl Rosenkranz en 1838, sous une forme éparse. Il s'est également basé sur les notes de certains étudiants. Les éditions que nous connaissons ont été permises par l'organisation, par Rosenkranz, des feuillets rédigés de la main d'Hegel. L'organisation a été légèrement remaniée par Hoffmeister. C'est dans les années 1970 que l'organisation finale, proposée par Suhrkamp Verlag, a été proposée. Les feuillets sont depuis disposés par ordre chronologique.

## Chapitres

### Premier cours: Science des lois, de la morale et de la religion

#### Introduction
La science des lois et de la morale est, au fond, celle de la volonté humaine. La volonté humaine existe dans une relation entre la volonté particulière et la volonté universelle.
La conscience est la relation de l'Ego à un objet. Cet objet peut être interne à la conscience comme il peut être externe. Notre connaissance contient des objets, que nous avons saisis par la perception sensorielle, ou qui trouvent leur origine dans l'esprit lui-même. Cela permet de distinguer le monde sensible du monde intelligible. Les conceptions légales, éthiques et religieuses du monde trouvent leur source dans le monde intelligible.
La relation que l'Ego entretient à l'objet est double. L'Ego peut se situer dans une relation de conscience théorique, c'est-à-dire qu'il est passif, et c'est l'objet qui est la cause de la détermination de l'Ego et des idées qu'il reçoit. Dans le cas de la conscience pratique, au contraire, l'Ego est actif et il détermine les objets ou les choses. 
La capacité pratique est une capacité qui se détermine de l'intérieur pour agir (par l'acte) sur ce qui est extérieur. La capacité pratique est déterminée ou bien par l'impulsion (Trieb), ou bien par la volonté propre (eigentlicher Wille). La première est une autodétermination naturelle reposant sur des sentiments, qui n'est pas libre. Par la réflexion, l'homme peut transcender l'impulsion et ses limitations et opérer des comparaisons pour décider.
La volonté propre est une indétermination pure de l'Ego, qui ne connaît aucune limitation de contenu. L'Ego peut l'utiliser pour choisir et l'actualiser. C'est là que se situe la liberté abstraite de la volonté. C'est parce que l'Ego connaît l'indétermination qu'il a une responsabilité morale : l'imputabilité réside dans sa liberté indéterminée, dont il est conscient.

#### Science de la loi
La loi ne s'applique à l'homme qu'en tant qu'il est un être pleinement libre. La loi doit, dans son essence, respecter et traiter chaque homme en le considérant comme être libre. La raison exige de chacun un comportement respectueux de la loi. Quand un homme respecte un autre homme, il se respecte lui-même. La loi doit garantir la propriété privée. 
Dans le cas de la violation d'une loi, il est nécessaire qu'une tierce personne, sous la forme d'une institution, tranche et punisse. Il ne doit pas s'agir d'une revanche, en ce que la revanche est organisée par celui dont le droit a été violé. 
La famille est la société naturelle, car ses membres sont unis par l'amour, la confiance, et l'obéissance naturelle. L’État est la société humaine gouvernée sur la base de la loi, où chacun compte comme une personne ; la personnalité de chacun est respectée. Un peuple est tenu ensemble par sa langue, ses coutumes, et sa culture commune. 
Hegel critique la théorie selon laquelle l'état de nature serait un état de paix et de bonheur. Au contraire, « la condition naturelle est une condition de barbarie, de violence et d’injustice. L'homme doit s'extraire d'une telle condition pour entrer dans une société politique ; ce n'est que dans cette dernière que la relation légale est réelle ».  

#### Science des devoirs ou de la morale
Ce qui est exigé par la loi est une obligation civile ; ce qui est obligé par la morale est un devoir. La moralité exige que ce qui est fait soit fait en vue du devoir. La loi, a contrario, n'a que faire de l'intention qui a présidé à l'action, dès lors que celle-ci est légale. L'intention (ou disposition) est l'aspect subjectif du devoir moral, ou sa forme.
Il y a quatre devoirs : envers soi, envers sa famille, envers l’État, envers les autres hommes en général. Le premier devoir envers soi est celui d'assurer la préservation physique. 

#### Science de la religion
La loi morale en nous est la loi éternelle de la raison. Il faut la respecter sans réserve. Mais on perçoit bien comment cette loi est incommensurablement supérieure à nous-même ; c'est un Être indépendant, qui existe par lui-même, et absolu. Cet Être Absolu est présent dans notre conscience à l'état pur, et nous Le révèle. Connaître Lui par la médiation de notre conscience pure est ce qu'on appelle la foi.
Dieu est cet Esprit Absolu. Il est l'Être pur, qui fait de lui-même son propre objet, qui ne contemple que lui-même. Il est Absolument Divin, il a le Pouvoir Absolu (il actualise l'universel et préserve l'individu dans l'universel), il est Sage, il est Bon et Juste. Ainsi, le Mal est l'aliénation de Dieu lorsque l'individu, par sa liberté, se sépare de l'universel pour essayer de devenir lui-même absolu.

### Deuxième cours: Phénoménologie

#### Introduction
Hegel rappelle des principes de sa phénoménologie. Notre connaissance commence par l'objet, sans faire de sa propre connaissance un objet. L'entité présente dans l'acte de la connaissance n'est pas l'objet seul, mais le Je, l'Ego, qui connaît. La relation entre l'Ego et l'objet est la conscience. Les déterminations de l'objet par le sujet pensant ne sont pas qu'objectives, mais aussi subjectives. Le subjectif est un type spécifique de relation à l'objet par le sujet.
Le réalisme et l'idéalisme s'opposent précisément sur la question de la détermination de la conscience. Les déterminations de la connaissance existent pour elles-mêmes en dehors de la conscience (réalisme) ; on peut aussi dire que la conscience produit et modifie les déterminations des objets (idéalisme). Le philosophe rappelle que le sujet est l'Esprit en relation avec l'objet existant, c'est-à-dire la conscience. La science de la conscience est appelée phénoménologie de l'esprit. L'étude de l'esprit lorsqu'il est actif spontanément et qu'il est autoréférentiel est appelée psychologie.
La conscience a trois étapes. La première est la conscience en général (lorsque l'objet fait face à l'Ego). La deuxième est l'Ego lui-même (la conscience de soi). La troisième est la raison, à savoir quelque chose d'objectif qui appartient à l'Ego, la pensée.

#### La conscience en général
La conscience en général est sensitive, perception, et compréhension. La conscience sensitive est celle qui permet de saisir avec une certitude immédiate un objet externe, par un Ici et un Maintenant. La perception est un mélange de détermination sensuelle et de réflexion. L'objet de la conscience est une chose, qui possède des propriétés. La chose en soi est la pensée ou leur concept.

#### La conscience de soi
Par la conscience de soi, l'Ego s'intuitionne, et exprime que Ego = Ego, ou Je suis Je. La conscience de soi connaît trois étapes dans son développement ou mouvement : le désir (visant d'autres choses) ; la relation de maître et esclave en ce qu'elle est dirigée vers un autre être conscient de soi ; enfin, la conscience de soi universelle, qui se reconnaît identique dans la conscience de soi des autres.
La conscience de soi se pose par la négation de l'altérité, et est une conscience pratique. Le désir surpasse l'altérité de l'objet pour l'unir avec le sujet. La conscience de soi universelle est l'intuition de soi comme un soi universel implicitement ; je sais que je ne suis pas une existence particulière distincte des autres.

#### La raison
La raison est le niveau d'union le plus élevé entre la conscience et la conscience de soi, ou entre la connaissance d'un objet et la connaissance de soi-même. C'est la certitude que ses déterminations sont objectives, c'est-à-dire qu'elles vont à l'essence de la chose.  La connaissance de la raison n'est pas qu'une certitude subjective, mais la vérité, car la vérité est l'accord (l'unité) de la certitude et de l'être, ou de la certitude et de l'objectivité.

### Troisième cours: Logique
La sensation est le mode par lequel nous sommes affectés par des objets extérieurs. Une représentation est une détermination attribuée à un objet, qu'on soit affecté par lui ou pas. Une représentation sensible est la détermination qu'un objet a dans la mesure où on le saisit par les sens. Parce que la philosophie est la science du fondement absolu des choses, elle se charge de l'universel ; or, la logique est la science du raisonnement universel.
Le concept ne contient pas une détermination sensible de l'objet extérieur, mais s'accorde avec son essence universelle et sa particularité essentielle. L'intelligence fonctionne par abstraction, c'est-à-dire en partant de situations concrètes et en négligeant certaines déterminations. 

### Quatrième cours: Encyclopédie philosophique
Hegel s'intéresse au concept d'encyclopédie. Une encyclopédie classique prend en considérant un grand nombre de sciences, mais une encyclopédie philosophique doit se baser sur des concepts. 

## Postérité
Si Karl Marx a prétendu avoir lu toute l’œuvre d'Hegel, la Propédeutique est le seul texte qu'il semble ne pas avoir lu du philosophe. Il n'en fait par ailleurs jamais mention dans toute son œuvre.